# Strophurus williamsi
Espèce
Synonymes
- Diplodactylus williamsi Kluge, 1963

Strophurus williamsi est une espèce de geckos de la famille des Diplodactylidae.

## Répartition
Cette espèce est endémique d'Australie. Elle se rencontre en Australie-Méridionale, au Victoria, en Nouvelle-Galles du Sud et au Queensland.

## Étymologie
Cette espèce est nommée en l'honneur d'Ernest Edward Williams.

## Publication originale
- Kluge, 1963 : A new species of gekkonid lizard, genus Diplodactylus Gray, from eastern Australia. Proceedings of the Linnean Society of New South Wales, vol. 88, p. 230-234 (texte intégral).